# Tandura
Tandura, tandūrā, auch cautara, chautara, chau-tara, ist eine vier- oder fünfsaitige, gezupfte Langhalslaute, die in der Volksmusik im nordindischen Bundesstaat Rajasthan gespielt wird. Die tandura begleitet meist mit einer rhythmischen Folge von Borduntönen religiöse Gesänge (bhajans). Sie ist ein möglicher Vorläufer der in der klassischen indischen Musik gespielten tanpura und steht funktionell mit der tanburo in der angrenzenden pakistanischen Provinz Sindh in Beziehung.

## Herkunft und Etymologie

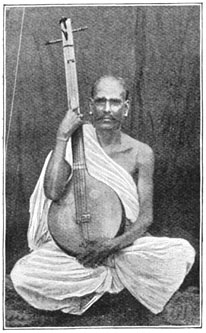
Südindische Entsprechung einer tandura. Zeichnung um 1900

Der Name tandura ist von arabisch tunbūr und persisch tanbūr abgeleitet, womit Langhalslauten bezeichnet wurden. Hiermit sprachverwandt sind unter anderem die indische Langhalslaute tanpura, die auf dem Balkan gespielte tambura, die afghanische dambura und die damburag der Belutschen. Die Verbreitung der Bezeichnung tanbūr nach Westen auf den Balkan erfolgte durch die Osmanische Sprache, nach Afghanistan und weiter nördlich nach Zentralasien über das Persische. In beiden Sprachen ist eine Vermischung der Bezeichnung für Lauteninstrumente und Trommeln festzustellen. Die osmanische Zylindertrommel davul wird wie die im europäischen Mittelalter gespielte tabor auf Arabisch tabl für „Trommel“ zurückgeführt. Möglicherweise ist die Wortherkunft in Indien zu suchen: Auf Sanskrit heißt eine sehr alte Sanduhrtrommel damaru. Die kleine Sanduhrtrommel und ihr Sanskritname sind älter als aus dem Persischen nach Indien gelangten Bezeichnungen von Musikinstrumenten, die erst in mittelindischen Sprachen auftauchen. Auf damaru geht der spätere indische Trommelname damru zurück. Als Begründung für die Doppelbedeutung wird eine Bedeutungserweiterung des älteren Sanskritwortes für Trommel auf Saiteninstrumente im Arabischen oder Persischen vorgeschlagen, wovon sich dann wiederum die entsprechenden Bezeichnungen indischer Saiteninstrumente herleiten könnten. Den Namensübergang von Trommeln zu Saiteninstrumenten erklärt Michael Knüppel (2003) mit der Existenz indischer Instrumente, die sich kaum eindeutig zuordnen lassen, etwa die Gruppe der Zupftrommeln ektara, deren Ton aus dem Zusammenwirken einer Membran und einer Saite entsteht.
Langhalslauten sind in Zentralasien weit verbreitet. Eine frühe indische Langhalslaute mit einem typischen, birnenförmigen Korpus ist auf einem Steinrelief aus Gandhara abgebildet, das ins 2./3. Jahrhundert datiert wird. Das Relief zeigt Tänzer und eine Musikgruppe, zu der eine Langhalslaute und eine Bogenharfe gehören, die beide in der altindischen Literatur als vina bezeichnet werden. Ein älteres Wort für die tanpura ist tumbura (vina). Eine Volksetymologie schreibt deren Erfindung dem mythischen Musiker und Sänger Tumburu zu. Dieser ist eine pferdeköpfige Figur und einer der himmlischen Gandharvas. Diese Etymologie ist zumindest diskussionswürdig, aber keinesfalls mit der Herkunft der wesentlichen Formmerkmale verbunden. Eine andere sprachliche Beziehung, die ausgeschlossen erscheint, ist die zwischen der tunbūr-Wortgruppe und Sanskrit tumba für einen „Kürbis“ (Kalebasse), der an vielen Saiteninstrumenten als Resonanzkörper dient.
Cautara setzt sich aus cau (Persisch, Hindi tschār), „vier“, und tār, „Saite“, „Faden“, zusammen und bedeutet „viersaitiges Instrument“.

## Bauform und Spielweise
Der hölzerne Korpus der tandura ist kreisrund, tiefbauchig und an der Oberseite mit einer flachen Holzdecke geschlossen. An den Korpus ist ein relativ breiter Hals mit einem Griffbrett, aber ohne Bünde angesetzt. Die Gesamtlänge des Instruments beträgt 108 bis 115 Zentimeter. Die vier, seltener fünf Metallsaiten verlaufen von der Unterseite über einen mittig auf der Decke aufgesetzten, breiten Steg bis zu den weit herausstehenden, hölzernen Wirbeln, von denen wie bei der tanpura zwei oder drei vorderständig und je einer an den Seiten angeordnet sind. Die Saiten sind in Quintintervallen gestimmt.
Der Musiker streicht mit dem Fingernagel des rechten Zeigefingers am unteren Ende des Halses über die leeren Saiten und produziert so einen Bordunton und eine melodische Basis oder er zupft die Saiten einzeln an. Im Unterschied zur tanpura, bei der die vier Saiten stets unverkürzt, nacheinander und unbetont angerissen werden, hat die tandura eine gleichermaßen rhythmische Funktion. Mit der linken Hand kann bei der tandura weiter oben am Hals eine Saite verkürzt werden.
Die tandura wird hauptsächlich solistisch oder in unterschiedlichen Besetzungen zur Begleitung religiöser Lieder (bhajans) verwendet. Sie ist in ganz Rajasthan verbreitet. In einer üblichen kleinen Gruppe von umherziehenden Straßenmusikern und Bettlern begleitet sich der Leiter und Sänger auf der tandura, ein Musiker sorgt mit der Fasstrommel dholki (oder dholak) für den Rhythmus, der von einem dritten Musiker und Sänger mit den Zimbeln manjira oder tal oder mit der Holzklapper kartal akzentuiert wird. Ein einzelner Sänger kann mit der rechten Hand die Saiten der tandura zupfen und mit der linken Hand die Klapper bedienen.
In ihrer Funktion als Borduninstrument entspricht die tandura der in der klassischen indischen Musik verwendeten tanpura, die mit bis zu 150 Zentimetern Länge größer und aufwendiger verarbeitet ist. Eine ähnliche Langhalslaute, die in der religiösen Volksmusik von Maharashtra für einen Bordunton sorgt, ist die tambūrī. Anhänger des heiligen Tukaram, der im 17. Jahrhundert lebte, begleiten damit ihre Lieder. In der religiösen Verehrungspraxis der Sufis in der pakistanischen Provinz Sindh wird die Langhalslaute tanbūro auf vergleichbare Weise eingesetzt.

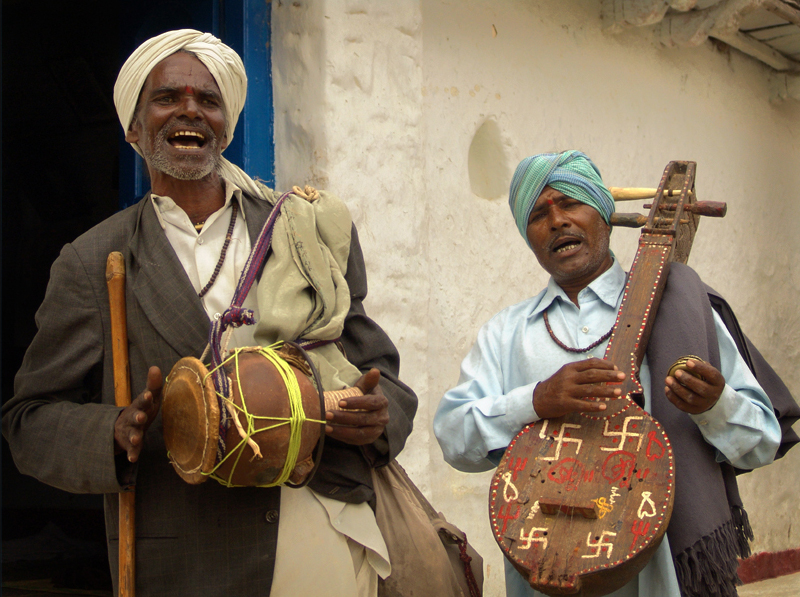
Straßenmusiker in der Gegend von Hyderabad mit einer dreisaitigen tamburi und der Tontopftrommel gummati

In den südindischen Bundesstaaten Andhra Pradesh, Telangana und Karnataka sind zwei unterschiedliche Varianten als tamburi bekannt (in Karnataka auch chikka vina), die von bettelnden Straßensängern zur rhythmischen Begleitung von Lobliedern auf Helden oder Götter verwendet werden. Die dominante rhythmische Funktion ist allen volkstümlichen Vorläufern der verfeinerten klassischen tanpura eigen, die nur für einen leisen Bordunklang gebraucht wird.
Andere Saiteninstrumente zur Liedbegleitung in der regionalen Volksmusik von Rajasthan sind die ein- oder zweisaitige, gezupfte Spießlaute ektara und die Spießgeige ravanahattha. Streichinstrumente, mit denen in Rajasthan Lieder begleitet werden, sind ferner die surinda und die auch in der klassischen Musik gespielte sarangi.
Es gibt in Rajasthan etliche kleine ethnische Gruppen, die ihr eigenes musikalisches Repertoire mit den für sie typischen Instrumenten pflegen. Die meisten tandura-Spieler gehören den unteren Kasten oder den Dalits an, die durch ihre Geringschätzung als „Unberührbare“ am unteren Rand der Gesellschaft stehen. Sie beten den Kriegerfürsten Baba Ramdev an, der – was Historiker für wahrscheinlich halten – im 14./15. Jahrhundert in Pokhran (im Distrikt Jaisalmer) lebte und dem in den Volkslegenden magische Kräfte zugesprochen werden. Die Verehrung als hinduistische Volksgottheit basiert auf einer Tradition, die Ramdev als Fürsprecher der unteren Klassen und der Ausgestoßenen sieht. In den zu seinen Ehren gesungenen religiösen Liedern wird das gute Verhältnis des hochstehenden Rajputen zu den „unreinen“ Dienern am Fürstenhof beschrieben, das wiederum damals bei anderen Rajputen Missfallen auslöste. Die Überlieferung berichtet von einem Streit unter Mitgliedern von Ramdevs Familie. Ein Fürst verweigerte den Kontakt zu ihm mit den Worten: „Er nimmt an jamas teil (...) In unseren Häusern spielt man das naubat [großes kultiviertes Palastorchester], an seinem Wohnort hört man den Klang der tandura.“ Ramdev wird hier mit einem Kamad auf die gleiche Stufe gestellt, einem kastenlosen, umherziehenden Asketen und Bettler, der religiöse Lieder vorträgt und dazu die tandura spielt. Damit ist auch der Status der tandura umschrieben.
Terahtali ist ein religiöser Tanz in Rajasthan, der nur von Frauen als Sitztanz aufgeführt wird. Die Frauen schlagen terah („dreizehn“) tal („Zimbeln“), die sie in einer Reihe an einem Bein befestigt haben, ansonsten stellen sie mit den Armen und Händen pantomimisch Tätigkeiten dar, die sie im häuslichen Alltag verrichten. Begleitet werden sie von einem tandura spielenden Sänger und einem Trommler. Der Tanz wird ausschließlich von der Kastengruppe Kamad zur Huldigung Baba Ramdevs aufgeführt.